# Dupetit-Thouars (Schiff, 1905)
Die Dupetit-Thouars war ein Panzerkreuzer der französischen Marine, der 1901 als drittes und letztes Schiff der Gueydon-Klasse vom Stapel lief. Im Ersten Weltkrieg wurde die Dupetit-Thouars bei der Sicherung eines Geleitzuges am 7. August 1918 im Atlantik durch U 62 versenkt. Die Besatzung konnte bis auf 13 Mann durch US-amerikanische Zerstörer gerettet werden.
Die Dupetit-Thouars war das vierte Schiff, das nach Aristide Aubert Dupetit-Thouars benannt wurde, der bei der Seeschlacht von Abukir fiel und befohlen hatte, die französische Flagge an einen Mast zu nageln, um eine Kapitulation seiner Mannschaft zu verhindern.

## Baugeschichte
Die französische Marine stellte von 1902 bis 1911 sechzehn große Panzerkreuzer in Dienst. Die ersten Aufträge führten zum Einzelschiff Jeanne d’Arc und den drei Kreuzern der Gueydon-Klasse. Die 1899 beim Marinearsenal in Toulon in Auftrag gegebene Dupetit-Thouars wurde langsamer fertig als ihre Schwesterschiffe, da diese Werft auch den Auftrag für die Jeanne d’Arc erhalten hatte. Die Dupetit-Thouars lief daher erst am 5. Juli 1901 als drittes und letztes Schiff der Gueydon-Klasse vom Stapel, kam aber erst 1905 in den Dienst der Flotte. Schon der Stapellauf erfolgte nach den Panzerkreuzern der folgenden Dupleix- sowie Gloire-Klasse, deren acht Schiffe alle vor ihr in den Dienst kamen. Auch das Typschiff der darauffolgenden Léon-Gambetta-Klasse wurde noch vor ihr in Dienst gestellt.

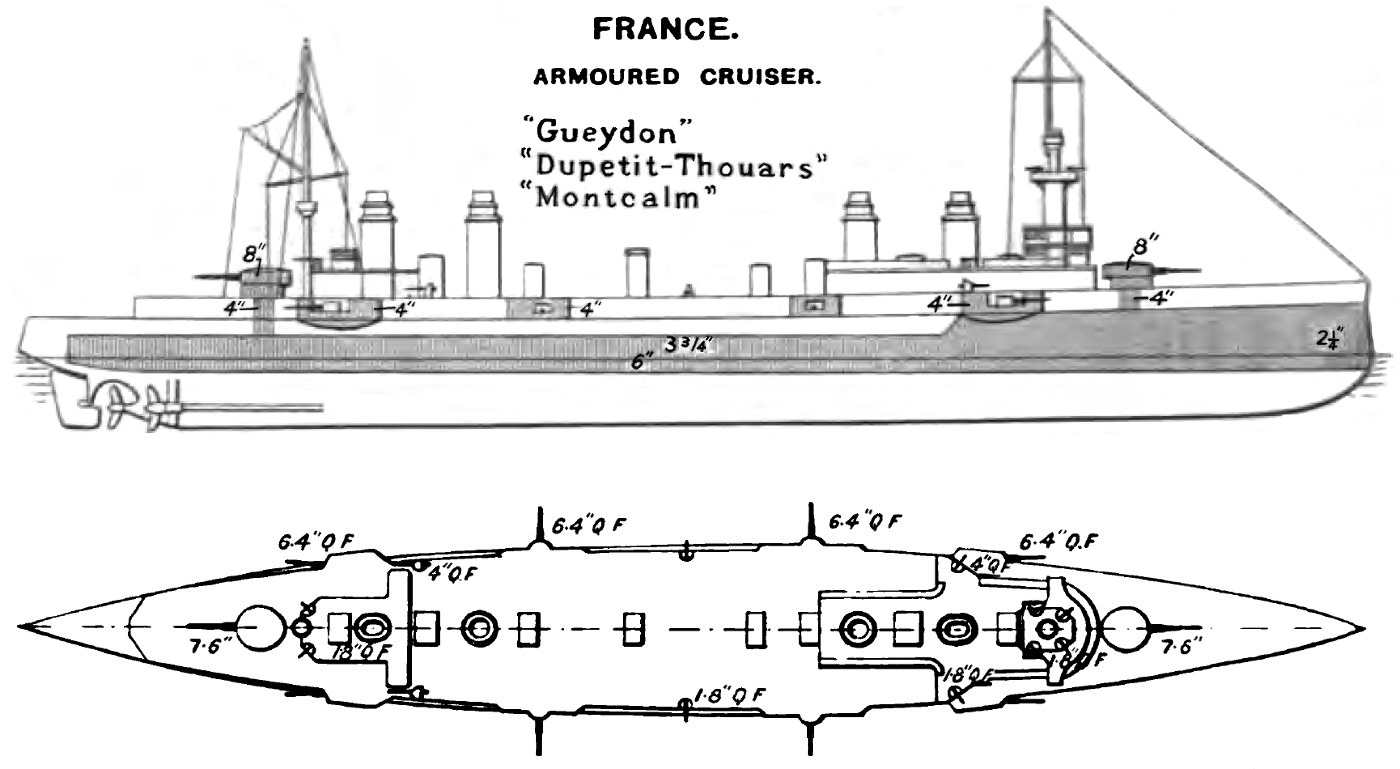
Riss der Gueydon-Klasse aus Brassey’s 1906

Der Kreuzer hatte als schwerste Bewaffnung zwei 19,4-cm-L/40-Kanonen Modell 1896 in Bug- und Heck-Einzelturm. Diese Waffe war die schwerste bei allen französischen Panzerkreuzern seit der Dupuy de Lôme, wo sie allerdings noch seitlich aufgestellt war, und blieb es bis 1914. Ab den Kreuzern der Léon-Gambetta-Klasse wurden jedoch zwei Doppeltürme aufgestellt, und die beiden letzten Panzerkreuzer hatten sogar 14 dieser Geschütze.
Dazu kamen bei der Gueydon-Klasse noch acht in Einzel-Kasematten aufgestellte 16,4-cm-L/45-Kanonen des Modells 1887 und vier 10,0-cm-Schnellfeuergeschütze. Leichte Geschütze und zwei starre Torpedorohre an den Seiten vervollständigten die Bewaffnung.
Die Schiffe der Gueydon-Klasse hatten ein Panzerdeck von bis zu 150 mm Stärke und einen gleich starken Gürtelpanzer aus Panzerplatten nach dem System Harvey.
Als erstes Schiff der Klasse kam die Montcalm am 24. März 1902 in den Dienst.

## Einsatzgeschichte
Am 17. und 18. Februar 1905 erfolgte ein 24-Stunden-Test der Dupetit-Thouars, die dabei eine Durchschnittsgeschwindigkeit von 18,92 kn erzielte. 1911 wurde der Panzerkreuzer in die Reserve versetzt und dann 1914 für die „division d’instruction de l’océan“ wieder aktiviert.

### Kriegseinsatz
Bei Ausbruch des Krieges wurde die Dupetit-Thouars dem 2. Leichten Geschwader zugeteilt, das zusammen mit britischen Einheiten den Ärmelkanal sicherte. Am 7. Oktober 1914 besuchte sie Lissabon. Ab Mai 1915 wurde sie nicht mehr auf See eingesetzt und gehörte zur Reserve in Brest. Im Februar 1918 transportierte sie Truppen nach Dakar, um danach in der Geleitzugsicherung zwischen den Vereinigten Staaten und Frankreich eingesetzt zu werden. Zu Beginn erfolgte eine Überholung in Brooklyn. Am 24. Juni 1918 verließ sie New York mit einem Geleitzug von 28 Handelsschiffen.

## Verlust derDupetit-Thouars

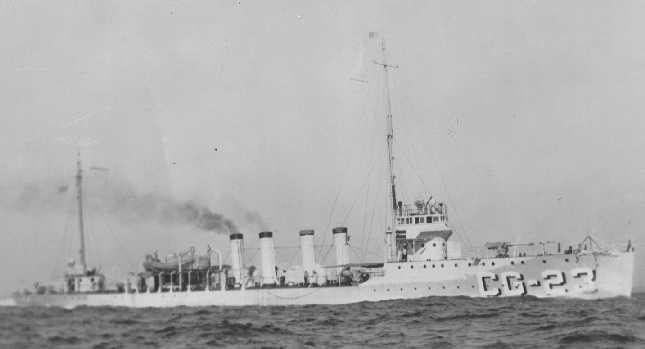
Tucker im Dienst der Coastguard, nach 1926

Am 7. August 1918 torpedierte das deutsche Unterseeboot U 62 unter Kapitänleutnant Ernst Hashagen die Dupetit-Thouars unter Fregattenkapitän Paqué 400 Meilen westlich von Brest auf der Position 46° 42′ N, 12° 0′ W. Der Panzerkreuzer sank bei relativ ruhiger See innerhalb von 50 Minuten.
Sechs US-amerikanischen Zerstörern der in Brest stationierten Flottille gelang die Rettung der Mannschaft der Dupetit-Thouars bis auf 13 Mann. Eingesetzt waren Drayton, Warrington, Fanning (die 78 Mann rettete), Winslow, Porter sowie Tucker, die für ihren Einsatz von französischer Seite ausgezeichnet wurde.

## Die Schwesterschiffe
| Schicksal der Schiffe | Schicksal der Schiffe                                    | Schicksal der Schiffe | Schicksal der Schiffe | Schicksal der Schiffe | Schicksal der Schiffe |
| --------------------- | -------------------------------------------------------- | --------------------- | --------------------- | --- | --------------------- |
| Name                  | Bauwerft                                                 | Stapellauf            | in Dienst             | Schicksal |                       |
| Gueydon               | Arsenal, Lorient                                         | 20. September 1899    | 1. September 1903     | 1903–1906 China, 1910 Südatlantik, 1915 Brest – Gibraltar, ab 1916 Antillen und Südamerika, 1926 Schulschiff 1935 Wohnschiff, 1941 von der deutschen Kriegsmarine zum Dummy für den Kreuzer Prinz Eugen umgebaut, im August 1944 nach Fliegerangriff in Brest gesunken. |                       |
| Montcalm              | Forges et Chantiers de la Méditerranée, La Seyne-sur-Mer | 27. März 1900         | 24. März 1902         | 1903–1906 China, 1910–1914 Ferner Osten und Südsee, 1915 Mittelmeer, 1916–1917 Antillen, 1919 Kopenhagen u. Ostsee, 1921–1922 Ferner Osten 1926 Wohnschiff, 1934 umbenannt in Tremintin, 1943 abgebrochen.                                                              |                       |

## Pläne der zeitgleich beschafften Panzerkreuzer

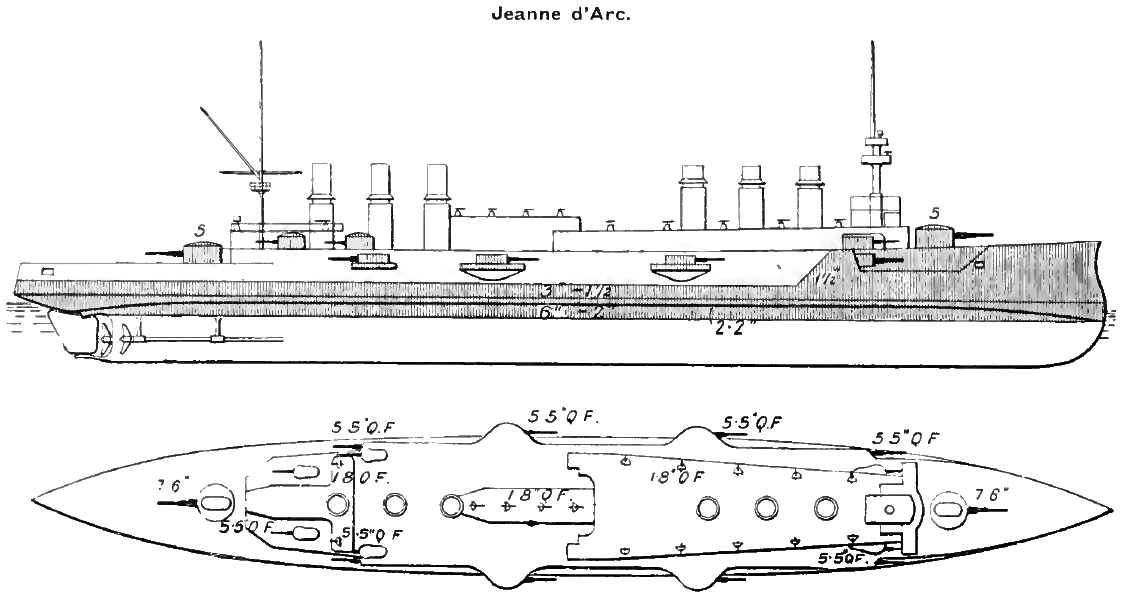
Riss der größeren Jeanne d’Arc Einzelschiff, 1902 in Dienst gestellt
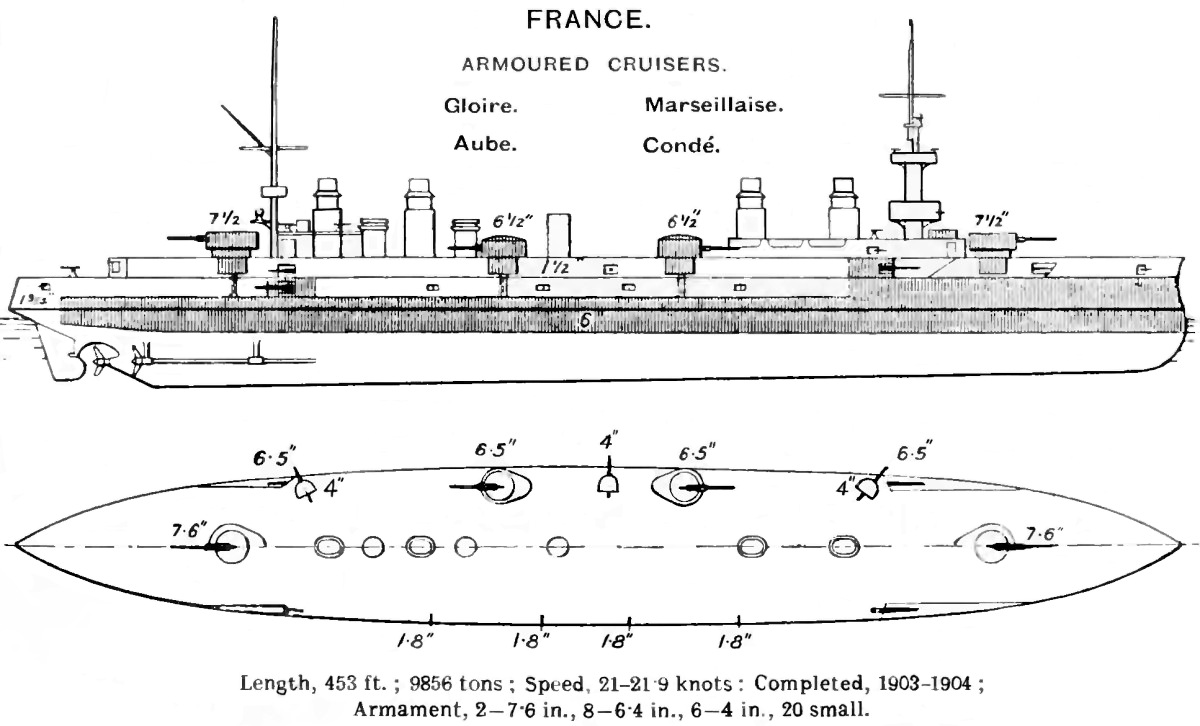
Riss der verbesserten Gloire-Klasse fünf Schiffe, 1903/1904 in Dienst gestellt
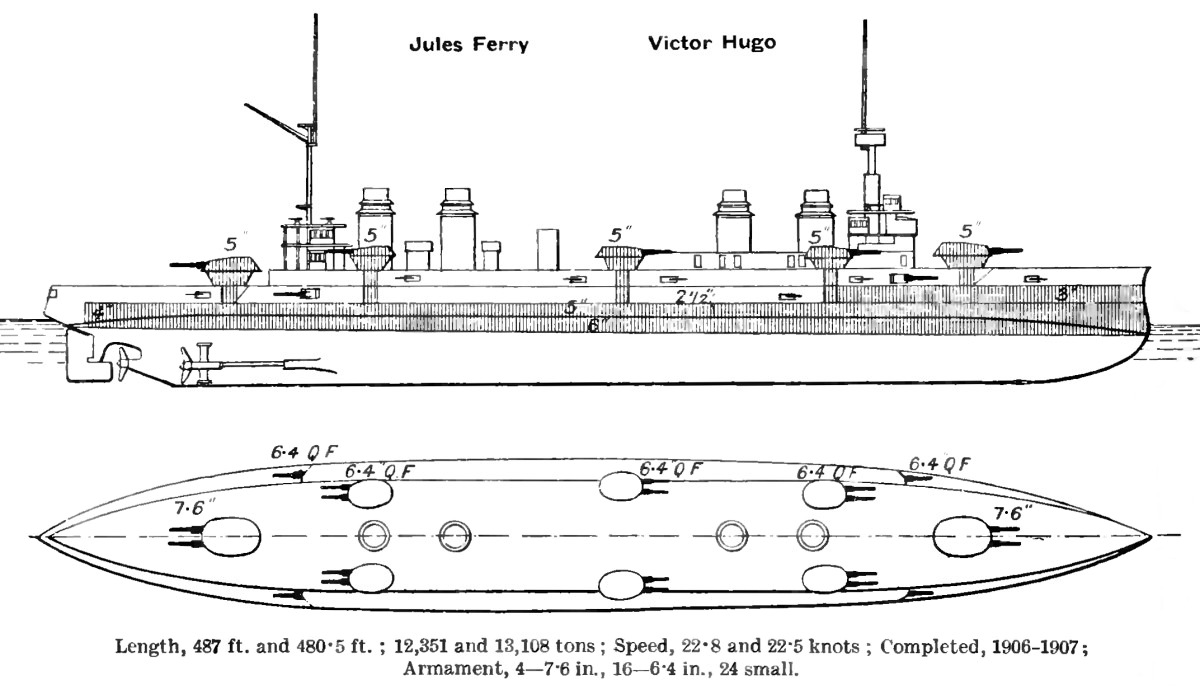
Riss der Léon-Gambetta-Klasse drei Schiffe, 1903–1907 in Dienst gestellt